# Peter Ellgaard
Peter Ellgaard, född 23 december 1940 i stadsdelen Nikolassee i Berlin, är en tysk TV-journalist och programledare.  

## Biografi
Ellgaard är son till Helmuth Ellgaard och Lotte Berger samt bror till Holger Ellgaard. Fadern var illustratör, konstnär och journalist medan modern var teaterskådespelare. Peter Ellgaard växte upp i Bad Tölz och i München och tog studentexamen 1961 vid Matthias-Claudius-Gymnasium i Hamburg. Därefter gick han en officersutbildning på Bundesmarine (Tyska marinen) och avslutade sin utbildning 1961, bland annat på skolfartyget Gorch Fock från 1958, som han senare som journalist rapporterade om. År 2000 gick han i pension från den tyska marinen som Kapitän zur See.   
Ellgaard studerade tysk litteraturvetenskap, teatervetenskap och journalistik vid Freie Universität Berlin och började 1965 som volontär på redaktionen för det offentliga TV-företaget Zweites Deutsches Fernsehen (ZDF). Efter sitt arbete på redaktionen blev han korrespondent för ZDF på huvudstudion i Bonn. År 1984 blev han utrikeskorrespondent i Washington, D.C. och befann sig där fram till 1987. När han återvände till Tyskland blev han biträdande chef för ZDF-studion i Bonn och tog över dess ledning 1995. Han var moderator och TV-programledare för det politiska programmet Bonn direkt och senare Berlin direkt när redaktionen flyttade till Berlin. Ellgaard gick i pension i slutet av 2001 och hans efterträdare som studiochef och moderator för Berlin direkt var Peter Frey.

## TV-program
- 1987–1999 – Bonn direkt[3]
- 1999 – Berliner Runde[4]
- 1999–2001 – Berlin direkt[5]

## Utmärkelser
- 1993 – Goldener Igel tillsammans med Klaus Walther för Minensucher im Golf.